# 巴耶尔萨州
巴耶尔萨州（英文：Bayelsa State）是奈及利亞36州之一，首府耶纳戈阿。人口1,704,515（2006年）。該州位於尼日尔三角洲。巴耶尔萨州原本是河流州的一部分，1996年正式成立。